# Kurdalagon Patera
La Kurdalagon Patera è una struttura geologica della superficie di Io.